# Wilhelm Hünermann
Wilhelm Hünermann, nemški duhovnik in pisatelj, * 28. julij 1900, Kempen, Nemčija, † 28. november 1975.

## Življenje in delo
Hünermann je leta 1923 postal katoliški duhovnik in potem služil v mestu Essen v aachenski škofiji. Prvo dramo, tragedijo Otroški križarski pohod (Der Kinderkreuzzug) je objavil leta 1931, potem pa je leta 1936 požel uspeh z biografskim romanom o češko-nemškem redemptoristu Klemenu Mariji Hofbauerju (Dvoržaku). 
Istega leta ga je prenos posmrtnih ostankov svetniškega misijonarja Damijana de Veustra z Molokaja, havajskega otoka gobavcev v rodno Belgijo, navdihnil, da je tudi o njem napisal biografski roman (Priester der Verbannten). Hünermann se je rodil, odraščal in služil blizu Flamske, ki jo je dobro poznal in ljubil, tako da je v roman o flamskem očetu Damijanu vnesel lastne globoke občutke do tedaj precej kulturno brezpravnih belgijskih Flamcev, hkrati pa tudi pokazal, kako ljubeča požrtvovalnost, ki jo je oče Damijan poosebljal, presega ozke narodnostne in rasne meje. Roman so si tedaj različno razlagali: nemški in flamski nacionalisti kot podporo uporu germanskih Flamcev proti romanskim Valonijcem, večina ostalega sveta pa kot pretresljivo zgodbo o neomajni ljubezni in trpežnosti katoliškega misijonarja. Kakor koli že, roman je bil kmalu preveden v številne evropske in neevropske jezike in je Hünermannu dal avtorsko usmeritev za celo življenje: poleg nekaj iger in povesti, se je pisatelj posvetil skoraj izključno sestavljanju svetniških biografij. 
S s svojimi tridesetimi biografskimi romani je bil najbrž najbolj plodovit hagiograf dvajsetega stoletja. Skupna naklada romanov je več kot 3 milijone izvodov in prevedeni so v več kot dvajset jezikov, zlasti v francoščino, španščino, nizozemščino, hrvaščino, slovenščino, poljščino, češčino, slovaščino, madžarščino, litovščino in romunščino. Svoja dela, posebej tista o mladinskih svetnikih, je namenil predvsem mladim, ampak so jih brali in jih še zmeraj sprejemajo bralci vseh starosti in poklicev. Z izredno občutljivostjo za svetost v vseh oblikah in življenjskih okoliščinah, je Hünermann le-to odkrival povsod okoli sebe in jo drugim postavljal za cilj in zgled. Pred in med pisanjem svojih del je poglobljeno preučeval celotno dostopno gradivo v zvezi obravnavanega lika, od časopisnih člankov prek dnevniških zapiskov in pisem do biografij, in vsako zanimivo podrobnost oziroma pričevanje spretno povezoval v skladno celoto.
Med spominske spise spada knjižica (Clemens August: Aus dem Lebensbuch des Kardinals Graf von Galen, 1947) o nemškem kardinalu Klemenu Avgustu von Galenu, velikem moralnem borcu proti nacističnemu nasilju, ki je bil Hünermannov župnik, ko je služil kot kaplan v eni izmed berlinskih župnij. Tudi v nekaterih drugih spisih je Hünermann poveličeval borce proti nacizmu (npr. Die Jungen von Hallstadt, 1949). 
Zajeten je bil Hünermannov poskus didaktične sinteze cerkvene zgodovine (Geschichte des Gottesreiches, v štirih zvezkih, 1956–1958), kot tudi zbirka portretov velikih misijonarjev (Geschichte der Weltmission: Lebensbilder großer Missionare, v treh zvezkih, 1960-1961).
Med najbolj prepričljive stvaritve lahko vsekakor štejemo izredno priljubljen roman o duhovniku Petru Coudrinu v času francoske revolucije in po njej (Na božjih okopih – Die Herrgottsschanze, 1940), ki je ob izidu spodbujal na podtalni odpor nacizmu; družbeno angažirano delo o očetu Adolfu Kolpingu (Bog ga je poklical: življenje borca za pravice delavcev – Vater Kolping: Ein Lebensbild des Gesellenvaters, 1948); presunljivo zgodbo o sodobni mučenki za čistost, Mariji Goretti (Lilija nad močvirjem – Um Mädchenehre, 1950), ki je objavljena ob njeni kanonizaciji; in izjemno živ in močan portret francoskega vaškega župnika Janeza Vianneya (Svetnik in njegov demon – Der Heilige und sein Dämon, 1952).

## Prevodi v slovenščino
Prevodi so razvrščeni po letnici izida knjige v nemškem izvirniku.
- Pekovski vajenec iz Znojma: življenjepis sv. Klemena Marije Dvoržaka (Koper: Ognjišče, 2006/2007.) (Objavljeno najprej leta 1947 kot podlistek v ljubljanskem časopisu Oznanilo.) (Pater Hofbauer, der Fähnrich Gottes. Innsbruck, München: Tyrolia-Verlag, 1936; izšlo tudi pod naslovom: Der Bäckerjunge von Znaim: Pater Hofbauer. // Der Bäckerjunge von Znaim, Klemens Maria Hofbauer. // Der Apostel von Wien: Klemens Maria Hofbauer.)
- Oče Damijan: življenjepisni roman (Ljubljana: Ljudska knjigarna, 1943; Koper: Ognjišče, 1981, 2007.) (Priester der Verbannten: Damian de Veuster, ein flämischer Held. Innsbruck, Wien, München: Tyrolia-Verlag, 1938.)
- Na božjih okopih: roman po resničnih dogodkih (Gorica: Uprava Katoliškega glasa, 1959.) (Die Herrgottsschanze: Erzählung nach wahren Begebenheiten aus der Zeit der Französischen Revolution. Freiburg: Herder, 1940.)
- Bog ga je poklical : življenje borca za pravice delavcev (Gorica: Goriška Mohorjeva družba, 1964; Maribor: Kolping društvo, 1997.) (Vater Kolping: Ein Lebensbild des Gesellenvaters. Luzern: Caritasverlag, 1948; izšlo tudi pod naslovom: Der Gesellenvater: Die Erzählung des Lebens von Adolf Kolping.)
- Berač iz Granade (Koper: Apostolska administracija za Slovensko Primorje, 1971.) (Der Bettler von Granada: Ein Lebensbild des hl. Johannes von Gott. Regensburg: Johann von Gott-Verlag, 1949.)
- Lilija nad močvirjem: življenje in mučeništvo Marije Goretti (Celovec: Družba sv. Mohorja, 1952; Ljubljana, Tržič: Župnijski urad Tržič-Bistrica, 1972, 2000.) (Um Mädchenehre: Maria Gorettis Kampf und Martyrium. Freiburg Schweiz, Konstanz Baden-Württemberg, München: Kanisius-Verlag, 1950; izšlo tudi pod naslovom: Die Heilige und ihr Mörder: Maria Goretti und ihr blutiges Zeugnis für die Reinheit.)
- Svetnik in njegov demon (Koper: Ognjišče, 1973, 2006) (Der Heilige und sein Dämon: das Leben des armen Pfarrers von Ars. Heidelberg: Kerle 1952; izšlo tudi pod naslovom: Der Pfarrer von Ars: Johannes Vianney.)
- Plamteči ogenj: papež Pij X.  (Koper: Ognjišče / Apostolska administracija za Slovensko primorje, 1968) (objavljeno najprej leta 1961 v časopisu Družina pod naslovom Kres do strmih nebes.) (Brennendes Feuer: Papst Pius X.   Innsbruck, Wien, München: Tyrolia-Verlag, 1953; izšlo tudi pod naslovom: Feuer auf die Erde: Papst Pius X.)
- Božji klicar iz Padove: življenjepisni roman o sv. Antonu Padovanskem (Koper: Ognjišče, 1987.) (Der Gottesrufer von Padua: Leben des heiligen Antonius nach Geschichte und Legende erzählt. Rottenburg am Neckar: Pfeiler-Verlag, 1953.)
- Navihanci (Ljubljana: H. Felicijan [samozaložba], 1963; Trst: Salezijanci, 1964.) (V nekoliko skrajšani in prilagojeni obliki izšlo tudi pod naslovom Veseli fantje. Ljubljana: Katehetski center, 1992.) (Ministranten: Erzählungen über das Völklein im bunten Rock. Mainz: Matthias-Grünewald-Verlag, 1950; izšlo tudi pod naslovom: Die Lausbuben des Lieben Gottes.)
- Sin človekov (Koper: Ognjišče, 1991; 2 zvezka.) (Wir haben seine Herrlichkeit gesehen: Ein Leben Jesu. Innsbruck, Wien, München: Tyrolia-Verlag, 1956.)
- Vincencij Pavelski: oče ubogih (Buenos Aires: Baragovo misijonišče, 1976.) (Objavljeno najprej leta 1962 v časopisu Družina pod naslovom Junak ljubezni.) (Vinzenz von Paul: Der Wächter von Saint-Lazare. Freiburg im Breisgau, Basel, Wien: Herder, 1960.)
- Prijatelj mladih: življenjepis sv. Janeza Boska (Ljubljana: Katehetski center, 1987.) (Der Apostel von Turin: Johannes Don Bosco. Innsbruck, Wien, München: Tyrolia-Verlag, 1961; izšlo tudi pod naslovom: Don Bosco und seine Strolche // Don Bosco und seine Buben.)
- Princ Gonzaga: življenjepis sv. Alojzija (Ljubljana: Župnijski urad Dravlje, 1982.) (Prinz Gonzaga: Ein lebensbild des heiligen Aloysius. Luzern, München: Rex-Verlag, 1965.)
- Župnik sveta (ob 30-letnici smrti Janeza XXIII.)  (Celje: Mohorjeva družba, 1993.) (Der Pfarrer der Welt: Das Leben Johannes XXIII. Innsbruck, Wien, München: Tyrolia-Verlag, 1967.)